# Temple Tamoul (Villèle)

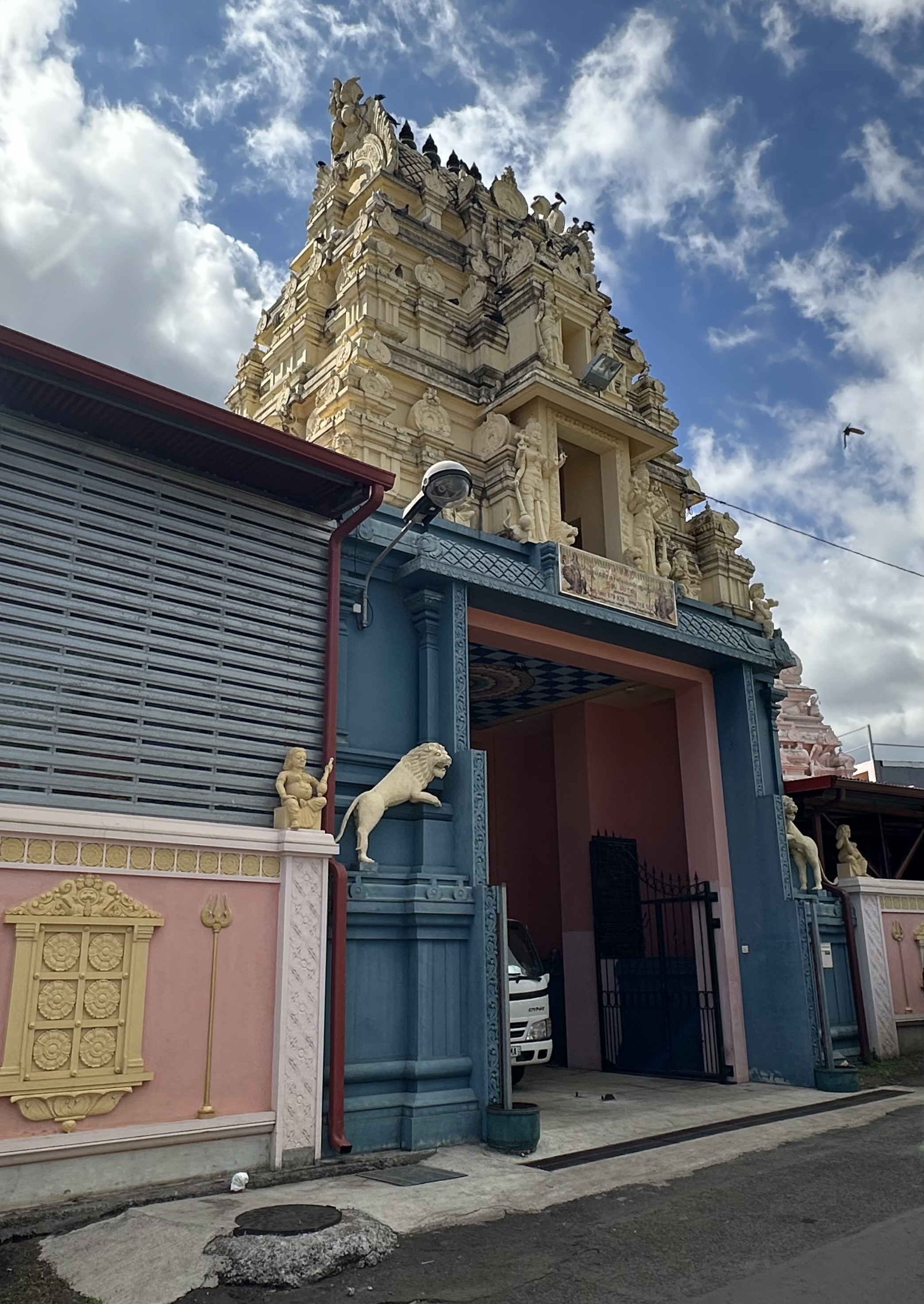
Temple Tamoul, 2024

Der Temple Tamoul ist ein hinduistischer Tempel in der Gemeinde Saint-Paul auf der im Indischen Ozean gelegenen französischen Insel Réunion. Genutzt wird der Tempel vor allem von Gläubigen tamilischer Herkunft.

## Lage
Der Tempel befindet sich im westlichen Teil der Insel in der Ortschaft Villèle an der Adresse 14–16 Rue des Coquelicots, auf der Nordseite der Straße. Das Tempelgelände erstreckt sich von der Straße aus nach Norden.

## Geschichte
Ein erster hinduistischer Tempel an dieser Stelle entstand, nach dem die Kommune die Genehmigung zur Nutzung des Grundstücks erteilt hatte, ab dem Jahr 1995. Seine Fertigstellung erfolgte 2001. Ab Juni 2010 begannen Arbeiten zur Erneuerung des Tempels, die bis zum Maha-Koumbabishegam-Fest im Januar 2013 andauerten. Zur Unterstützung der Arbeiten wirkten im Laufe der Zeit acht Architekten aus Tamil Nadu mit.